# Madagere, Alur
Madagere là một làng thuộc tehsil Alur, huyện Hassan, bang Karnataka, Ấn Độ.